# Гузь Сергій Іванович
Гузь Сергій Іванович (нар. 9 квітня 1970 року) — український журналіст, громадський діяч. Член Комісії з журналістської етики, один із засновників Київської незалежної медіа-профспілки (КНМП) та Незалежної медіа-профспілки України (НМПУ), перший голова НМПУ.

## Журналістика
Сергій Гузь в журналістиці із 1995 року. Працював головним редактором тижневика «Наш репортер» (м. Дніпродзержинськ) (2012—2018). Кар'єру репортера розпочинав в газеті «Ведомости», потім працював заступником головного редактора та шеф-редактором газети «Подія», оглядачем відділу економіки в журналі «Український Тиждень». Із 2019 року — редактор сайту «Пильний погляд», м. Кам'янське Дніпропетровської області.

## Громадська діяльність
Сергія Гузя обрано Головою НМПУ на установчому (першому) з'їзді НМПУ, Сергій Гузь перебував на цій посаді до 2008 року, після цього, з 2008 — по 2012 був першим заступником голови НМПУ, входить до складу Комісії з журналістської етики із 2002 року.

## Публікації
Детектор медіа. Всі матеріали автора Сергій Гузь
OpenDemocracy. Сергей Гузь — Публикации